# Перевальське
Перева́льське — село у Синельниківському районі Дніпропетровської області. Входить до складу Васильківської селищної громади. Населення становить 49 осіб. До 2018 року орган місцевого самоврядування — Дебальцівська сільська рада.

## Історія
12 червня 2020 року, відповідно до розпорядження Кабінету Міністрів України № 709-р від «Про визначення адміністративних центрів та затвердження територій територіальних громад Дніпропетровської області», увійшло до складу Васильківської селищної громади.
19 липня 2020 року, в результаті адміністративно-територіальної реформи і ліквідації Васильківського району, село увійшло до складу новоутвореного Синельниківського району.

## Географія
Село Перевальське розташоване на півдні Синельниківського району на правому березі річки Верхня Терса. На півдні межує з селом Перепеляче, на сході з селом Дебальцеве, на півночі з селом Павлівка та на заході з селом Довге. Поруч проходить автомобільна дорога Т 0408.